# التهاب الكلية الخلالي
التهاب الكلية الخلالي (أو التهاب الكلية الخلالي الانبوبي) هو شكل من أشكال التهاب الكلى، الذي يؤثر على النسيج الخلالي المحيط بالكلى. هذا المرض يمكن أن يكون إما حاد، وهذا يعني أنه يحدث فجأة، أو مزمن، وهذا يعني أنه دائم وينتهي في الفشل الكلوي في نهاية المطاف.

## الاسباب
وتشمل الأسباب الشائعة: العدوى، أو رد فعل ناتج عن استخام بعض الأدوية مثل المسكنات أو المضادات الحيوية مثل (ميثيسيلين)، ردود الفعل الناتجة عن استخدام بعض الأدوية تسبب من 71% إلى 92% من الحالات.
ومن أسباب هذا المرض أيضًا الأمراض والسموم التي تضر الكلى . يمكن أن يكون سبب التهاب الكلية على حد سواء الحاد والمزمن عن عدوى بكتيرية في الكلى المعروفة باسم التهاب الحويضة والكلية، ولكن السبب الأكثر شيوعا هو يعود إلى رد فعل سلبي من استخدام الأدوية. الأدوية التي يعرف عنها أنها تسبب هذا النوع من رد الفعل هي المضادات الحيوية ،مثل البنسلين وسيفالكسين، والعقاقير المضادة للالتهابات ، يعد الأسبرين أقل خطورة من غيره، وكذلك ريفامبيسين، أدوية السلفا، الفلوري، مدرات البول، الوبيورينول، والفينيتوين. الوقت بين التعرض للدواء و تطوير التهاب الكلية الحاد يمكن أن يكون في أي مكان من 5 أيام إلى 5 أشهر) الناجم عن استخدام فينوبروفين(.

## تشخيص المرض
في بعض الأحيان، لا توجد أعراض لهذا المرض، ولكن عندما تحدث فهي متنوعة على نطاق واسع ويمكن أن تحدث بسرعة أو تدريجيا. عندما تنجم عن رد الفعل التحسسي فإن أعراض التهاب الكلية الحاد هي: الحمى (27٪ من المرضى)، والطفح الجلدي (15٪ من المرضى)، وتضخم الكلى، بعض الناس يعانون عسر البول، وآلام أسفل الظهر. في التهاب الكلية المزمن فالمريض يعاني من أعراض مثل: الغثيان، والقيء والتعب، وفقدان الوزن، وفي حالات أخرى قد يشعر المريض بارتفاع البوتاسيوم في الدم،و الحموضة الأيضية، والفشل الكلوي.

## اختبارات الدم
حوالي 23٪ من المرضى لديه زيادة الحموضة.

### النتائج البولية وتشمل النتائج البولية
1- الحموضة البولية : الدراسات التي يسببها مثيسيلين أظهرت حساسية 67٪ وخصوصية 83٪ . الحساسية أعلى في المرضى الذين يعانون من التهاب الكلية الخلالي الناجم عن ميثيسيلين، أو عند استخدام صبغة هانسيل، ومع ذلك، فقد دعت الدراسات الحديثة إلى التشكيك في دقة هذا الاختبار. أظهرت دراسة حديثة أن حساسية وخصوصية اختبار زيادة الحموضة البولية هي 35.6٪ و 68٪ على التوالي.
2- تركيز البول : طبيعي .
3- دم في البول : وخاصة خلايا الدم الحمراء
4- قيح في البول : في خلايا الدم البيضاء وليس البكتيريا .
5- كمية البروتين في البول المرتبطة مع NSAID associated with AIN .

### فحص الغاليوم
أثبت فحص الغاليوم حساسية غير طبيعية تتراوح بين 60٪ إلى 100٪

## العلاج
يكون العلاج من خلال إزالة السبب مثل العقار، كما تبين أن هرمونات الكورتيكوستيرويد لا تساعد. أما بالنسبة للعلاج الغذائي فيتكون من كميات كافية من السوائل والتي تتطلب لترات اضافية من السوائل .

## الحالة الخطيرة
الكلى تتأثر بشكل مباشر بالتهاب الكلية الخلالي الانبوبي. وظائف الكلى عادة تتناقص أو تختل قليلا، أو تفشل تماما.
في التهاب الكلية المزمن ، التأثير الأكثر خطرا على المدى الطويل هو الفشل الكلوي. عندما يصاب الأنبوب القريب للكلية، فإن امتصاص الصوديوم، والبوتاسيوم، والبيكربونات، وحمض اليوريك، واستيعاب الفوسفات ينخفض أو يتغير، مما يؤدي إلى انخفاض البيكربونات مسبباً حالة مرضية معروفة باسم الحموضة الأيضية، أما بالنسبة للأضرار التي تلحق الأنبوب البعيد فقد تسبب فقدان البول تركيزه الطبيعي وزيادة البول .
في معظم حالات التهاب الكلية الحاد ، فإن وظائف الكلى تعود بعد توقف أخذ الدواء، أو عند الشفاء من الأمراض الكامنة عن طريق العلاج، أما إذا كان السبب في المرض هو رد الفعل التحسسي، فإن الكورتيكوستيرويد سيزيد سرعة استرداد وظيفة الكلى، ولكن هذا ليس هو الحال في كثير من الأحيان.
التهاب الكلية المزمن ليس له علاج، بعض المرضى يحتاجون غسيل الكلى ، في نهاية المطاف، قد تكون هناك حاجة لعملية زرع الكلى.